# بحران ساختگی: داستان ناگفته هراس از ایران هسته‌ای
بحران ساختگی: داستان ناگفته هراس از ایران هسته‌ای (به انگلیسی: Manufactured Crisis: The Untold Story of the Iran Nuclear Scare) کتابی است نوشتهٔ گرت پورتر. نویسنده در این کتاب ادعا می‌کند که برنامه هسته‌ای ایران همواره صلح‌آمیز بوده و آنچه دربارهٔ تهدیدات هسته ایران گفته می‌شود توسط دستگاه‌های امنیتی آمریکا و اسراییل ساخته شده‌است.

## واکنش
شامویل مییر محقق اسراییلی فعال در مرکز تحقیقات استراتژیک دانشگاه تل آویو که سال‌ها مشاور و محقق بخش‌های مختلف ارتش اسراییل بوده‌است دربارهٔ نویسنده کتاب گفته‌است که «وی تنها روزنامه‌نگاری و محققی در جهان است که اسناد مربوط به برنامه هسته‌ای ایران در سازمان بین‌المللی انرژی اتمی و دستگاه‌های اطلاعاتی آمریکا و اسراییل را بدون هر نوع پیش داوری و تعصبی خوانده‌است.» وی کتاب را بسیار دقیق و مستند توصیف کرده‌است.